# 諏訪ガス
- 諏訪ガス
- 諏訪瓦斯

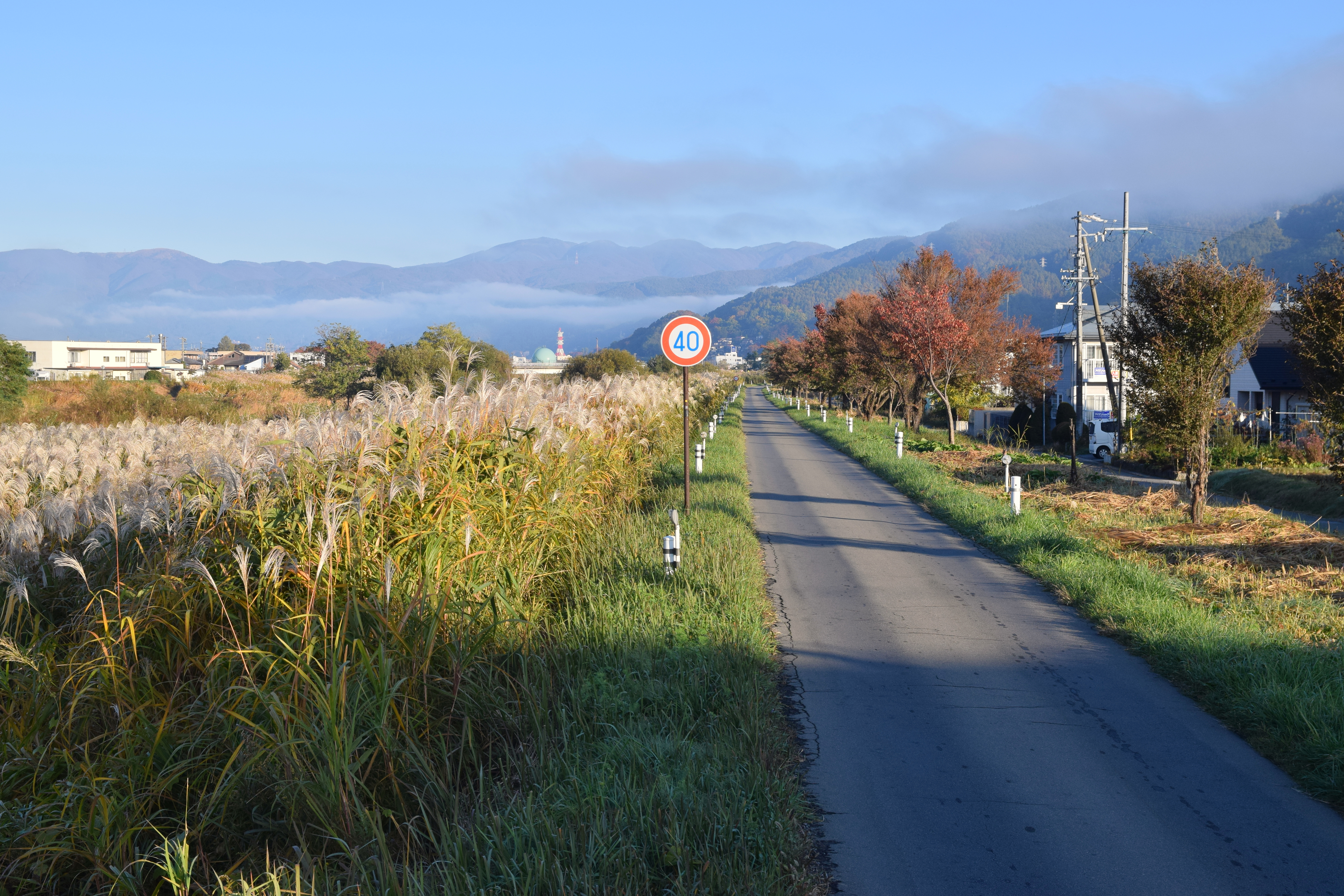
諏訪瓦斯のガスタンク

諏訪ガス株式会社（すわガス、登記上の商号: 諏訪瓦斯株式会社）は、長野県諏訪市に本社を置く一般ガス事業者。諏訪地域に都市ガスを供給する。

## 事業内容

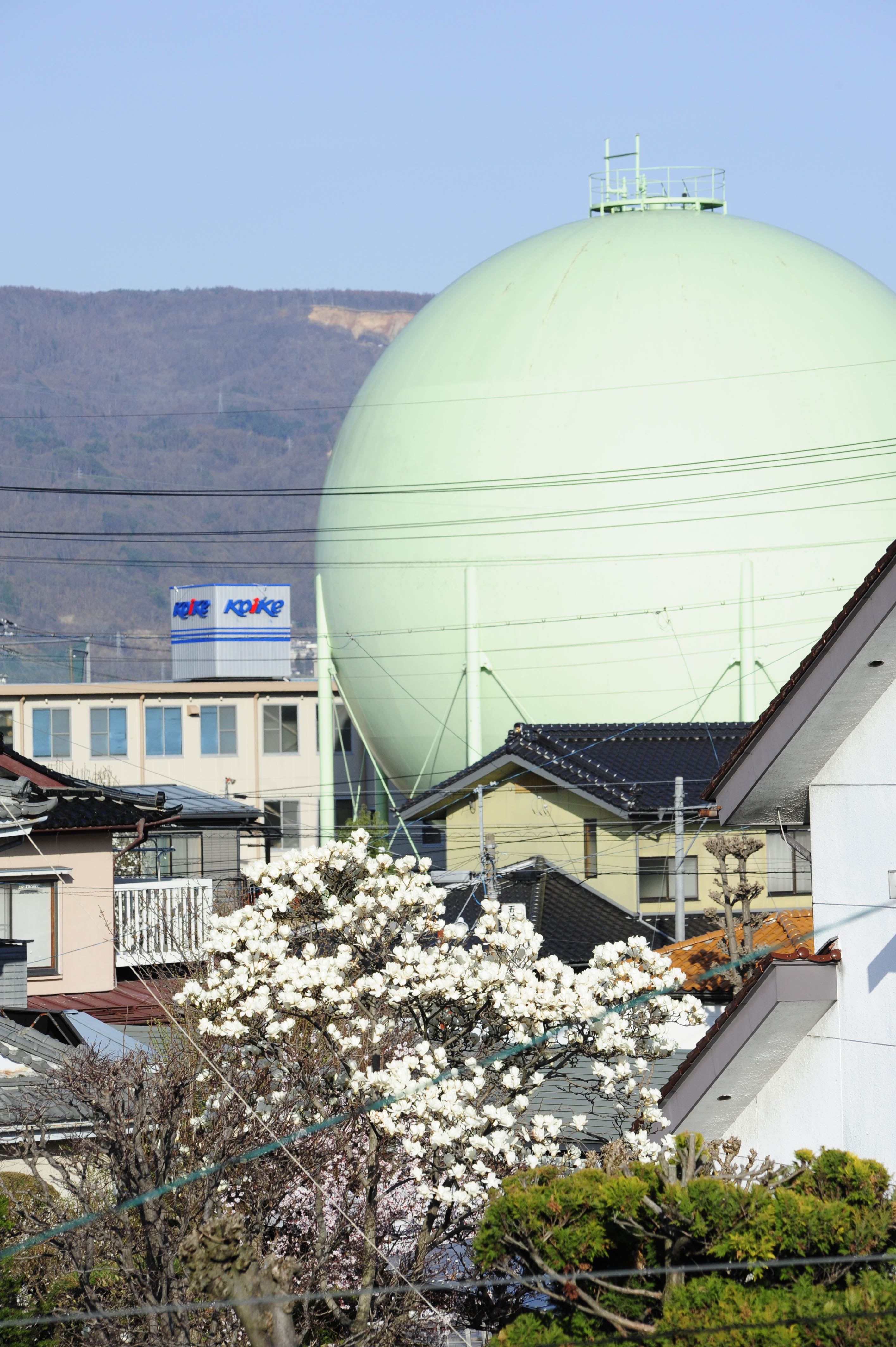
岡谷市

- 供給地域 - 諏訪市・岡谷市・茅野市・下諏訪町の各一部
- ガス種 - 天然ガス（13A）
  - INPEXのパイプラインからの供給を受けている[1]。2005年に、製造ガス（4B）からの転換を完了した。一時期は諏訪湖周辺で採取される天然ガスを供給していたが、採取量の不安定さなどから1990年前後に使用を中止している。IHIシバウラなどでは、このガスを燃料電池用燃料として活用する構想がある[2]。
- 関連会社 - 諏訪エネルギーサービス株式会社
  - 鹿島建設などとの共同出資により、1997年6月27日に設立した地域熱供給・特定電気事業者。ガスコージェネレーションにより、1998年10月3日から電力および冷暖房・給湯用の冷水・蒸気を諏訪赤十字病院と介護老人保健施設に供給している[3][4]

## 沿革
- 1922年4月 - 諏訪天然瓦斯株式会社設立。長野県諏訪郡平野村・川岸村（いずれも現岡谷市）に都市ガスの供給を開始。
- 1926年8月 - 諏訪瓦斯株式会社に社名変更。
- 1960年1月 - 本社を岡谷市から諏訪市に移転。
- 2005年12月 - 4Bから13Aへの熱量変更作業完了。